# 담왕
담왕(본명: 고담, ? ~ 483년?)은 탐라국의 26대 왕이다. 459년부터 483년까지 왕 자리에 있었다. 신라와 백제에게 공물을 바쳤고, 왜구 침입을 막았다. 이후 백제로부터 좌평의 벼슬을 받았다. 30대 왕인 담왕과는 동명이인이며, 본관은 제주 고씨다.